# Sigismondo (Name)
Sigismondo ist eine italienische Form des männlichen Vornamens Sigismund, der wiederum eine Nebenform des Namens Sigmund ist.

## Namensträger
- Sigismondo Chigi (1649–1678), italienischer Kardinal
- Sigismondo de’ Conti (1432–1512), italienischer Humanist, Historiker und päpstlicher Sekretär
- Sigismondo Donati (1552–1641), römisch-katholischer Bischof von Ascoli Piceno
- Sigismondo Gonzaga (1469–1525), Sohn von Federico I. Gonzaga von Mantua und seit 1505 Kardinal
- Sigismondo d’India (1582–1629), italienischer Komponist vor allem von Madrigalen, Villanellen und Motetten
- Sigismondo Malatesta (1417–1468), italienischer Condottiere und Adliger aus der Familie Malatesta
- Sigismondo Polcastro (um 1384–1473), italienischer Arzt, Naturphilosoph und Hochschullehrer